# Famille du Breuil-Hélion de La Guéronnière
Pour les articles homonymes, voir Breuil.
La famille du Breuil-Hélion de La Guéronnière (également orthographiée Dubreuil-Hélion de La Guéronnière) est une famille subsistante de la noblesse française, originaire du Poitou et également implantée dans le Limousin.
Elle a été illustrée par Arthur de La Guéronnière (1816-1875) journaliste et homme politique.

## Origines
Selon la tradition familiale, un membre de cette lignée aurait pris part à la bataille de Poitiers (1356) aux côtés du roi Jean,.

Son arbre généalogique remonte en tout cas au début du XVe siècle, avec l'écuyer Jean du Breuil-Hélion, seigneur de Combes dans le Poitou, qui épousa Marie de Parthenay en 1413 et qui fut l'un des partisans de Charles VII.
La noblesse de la famille du Breuil-Hélion a été confirmée en 1589, 1634, 1667 et 1700.

Le nom de La Guéronnière est celui d'un château situé à Usson-du-Poitou.

## Personnalités

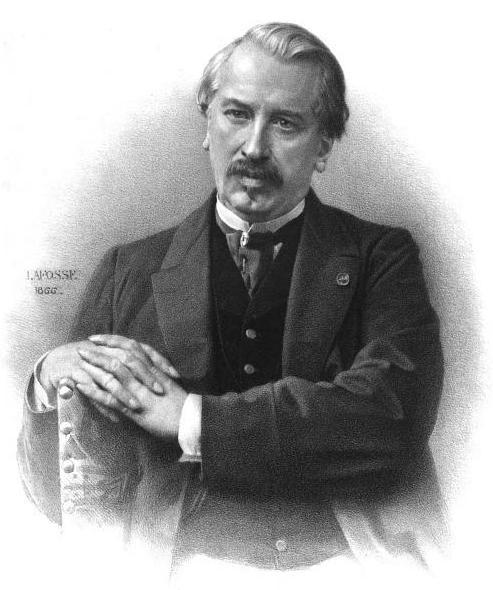
Arthur de La Guéronnière (1816-1875).

Parmi les membres les plus connus de sa branche poitevine, on peut noter :
- René-Pierre du Breuil-Hélion de La Guéronnière, capitaine au régiment du Poitou, blessé à Coni (septembre 1744) pendant la guerre de Succession d'Autriche, et à Rossbach (1757) pendant la guerre de Sept Ans[4] ;
- Marc-Antoine-Bernard du Breuil-Hélion, seigneur de Lusigny, capitaine au régiment de Champagne[4], frère du précédent.

- François-Emmanuel-Bernard du Breuil-Hélion (1750-1792), chevalier, seigneur de La Guéronnière, ancien mousquetaire, brigadier de l'Armée des Princes, mort en émigration à Coblence en 1792[4] ;
  - Louis-Alexandre-Céleste-Toussaint du Breuil-Hélion de La Guéronnière (1773-1822), député de la Charente (ultraroyaliste : 1815-1816 et 1820-1822), mort au château des Étangs (à Massignac, près de Montembœuf), fils du précédent.
  - Alexandre-Hubert du Breuil-Hélion de La Guéronnière (1781-1864)[4], frère du précédent ;
  - Lusigny du Breuil-Hélion de La Guéronnière (1785-18??), ancien aide de camp du général de La Rochejacquelein en Vendée puis garde d'honneur de Napoléon[4], frère du précédent ;
  - Charles-Antoine du Breuil-Hélion de La Guéronnière (1783-18??)[4], frère du précédent ;
    - Alfred de La Guéronnière (1811-1884), journaliste et écrivain légitimiste, fils du précédent ;
    - Arthur de La Guéronnière (1816-1875)[5], journaliste, député, sénateur et diplomate du Second Empire, frère du précédent ; dont :
      - Charles Étienne Marc (1836-1887), natif de Saint-Laurent-les-Églises[6]

    - Charles de La Guéronnière (1827-1866), préfet, frère du précédent.

À situer : 
- Georges Prosper (1838-1889), natif de Limoges[7]
- Antoine Octave (1811-1859), natif d'Usson-du-Poitou[8]

Une autre branche de la famille s'installa dans le Languedoc avant de s'éteindre au XVIIIe siècle.

## Titres et Armoiries
Les armes de cette famille sont :

« d'argent, au lion de sable, armé, lampassé et couronné d'or,. »

## Filiation
- Mathurin du Breuil-Hélion X Jeanne de Feydeau
  - Gauthier du Breuil-Hélion, sgr de Combes (1530-1604) X (1545) Magdeleine de Farron (1530-?)
    - Anne du Breuil-Hélion X Jacques de Montlouis, sgr de Pouillac (?-1605)
    - Jacques du Breuil-Hélion X (1596) Catherine Augier
      - Anne du Breuil-Hélion
      - Nicolas du Breuil-Hélion X (1617) Claudine de Caseneuve d'Authomarie
        - Claude du Breuil-Hélion X (1668) Marie de Raymond
        - Jean du Breuil-Hélion (1638-?) X (1655) Gabriel de Fabre

    - René du Breuil-Hélion, sgr de Combes X (1574) Claude de Chappes (1559-?)
      - Claude du Breuil-Hélion X Jean-François de Carendefez (1593-1632)
      - François du Breuil-Hélion, sgr de Combes(1574-1625) X (1605) Suzanne de Beaussé (1598-?)
        - Pierre du Breuil-Hélion, sgr de La Bussière X (1653) Barbe Vigier de Moussy
          - Marie-Louise du Breuil-Hélion X (1669) Hubert de Volvire, sgr de Brassac
          - Louis du Breuil-Hélion, sgr de Lavau X Suzanne Buignon (1656-1725)
            - Marie-Angélique du Breuil-Hélion (1679-1721) X (1728) Cosme de Lambertye, comte de Lambertye (1678-1737)

        - Emmanuel du Breuil-Hélion, sgr de Combes (1605-1676) X (1628) Marie Martel (1613-1691)
          - Charlotte du Breuil-Hélion (1631-?) X (1667) Jacques de Nuchèze, sgr de Badevillain (1602 - 1672)
          - Louis du Breuil-Hélion de La Guéronnière, sgr de Chateauneuf (1665-?) X (1680) Marie Berée (1665-?)
            - Louis-Bernard du Breuil-Hélion de La Guéronnière, sgr de Combes (1686-1747) X (1710) Magdeleine Vidard de Saint-Clair (1695-1756)
              - Antoine-Aimable du Breuil-Hélion de La Guéronnière, sgr de Combes (1714-1755) X (1750) Marie Robert de Villemartin (1730-1805)
                - François-Emmanuel du Breuil-Hélion de La Guéronnière, sgr de Combes (1750-1792) X (1781) Julie Irland (1759-1803)
                  - Louis-Alexandre du Breuil-Hélion de La Guéronnière (1773-1822)
                  - Alexandre du Breuil-Hélion de La Guéronnière (1781-1864) X (1800) Marie de Bernon (1783-1862)
                    - Céleste du Breuil-Hélion de La Guéronnière, baron des Étangs (1802-1881) X (1837) Clémence de Perry (1809-1892)
                      - Valentine du Breuil-Hélion de La Guéronnière (?-1913) X François de Beaupoil de Saint-Aulaire (1842-1911)

                    - Fortuné du Breuil-Hélion de La Guéronnière (1805-1884) X (1840) Marie-Eugénie Le François des Courtis de La Groye (1817-1887)
                      - Marie du Breuil-Hélion de La Guéronnière (1841-?) X (1864) Eugène de Fontaine de Resbecq (1837-1902)

                    - Ludovic du Breuil-Hélion de La Guéronnière (1820-1868) X (1860) Sara du Breuil-Hélion de La Guéronnière (1837-?)
                      - Léonor du Breuil-Hélion de La Guéronnière (1861-1924) X (1887) Jeanne Coyreau des Loges (1861-?)

                  - Charles-Antoine du Breuil-Hélion de La Guéronnière (1784-1839) X (1808) Hélène de Tessières (1792-1875)
                  - Louise-Sylvine du Breuil-Hélion de La Guéronnière (1787-1876) X (1812) François-Jean de Feydeau de Saint-Christophe (1789-1870)

                - Louise-Sylvine du Breuil-Hélion de La Guéronnière (1752-1820) X (1774) Jean de Bernon, sgr du Puymérigou (?-1794)

              - Marc-Antoine du Breuil-Hélion de La Guéronnière, sgr de Lusigny (1725-1816) X (1773) Marie-Michelle de La Breuille (1747-?)
                - Alfred du Breuil-Hélion de La Guéronnière (1811-1884) X (1833) Sylvie de Brettes (1809-1900)
                  - Marthe du Breuil-Hélion de La Guéronnière X Victor Rogues de Fursac (1836-1905)
                  - René du Breuil-Hélion de La Guéronnière (1834-1904) X (1852) Mathilde de Saint-George (1831-1899)
                    - Pierre du Breuil-Hélion de La Guéronnière (1856-1927) X (1887) Marguerite de Bruchard (1862-1951)
                      - Amable du Breuil-Hélion de La Guéronnière (1891-1972) X Marie-Louise Prax (1896-1969)
                        - descendance masculine

                    - Charles du Breuil-Hélion de La Guéronnière (1862-1951) X (1896) Jeanne Danycan de l'Espine (1866-1951)
                      - Charles du Breuil-Hélion de La Guéronnière (1897-?) X Edmée Robert
                        - descendance masculine

                      - Bernard du Breuil-Hélion de La Guéronnière (1900-1971) X (1937) Odette Picquet (1900-1989)
                        - descendance masculine

                    - Alexandre du Breuil-Hélion de La Guéronnière (1866-?) X Suzanne Belloteau
                    - Ysabelle du Breuil-Hélion de La Guéronnière (1868-?) X Pierre Moreau de Bellaing (1878-1971)

                  - Sara du Breuil-Hélion de La Guéronnière (1837-?) X (1860) Ludovic du Breuil-Hélion de La Guéronnière
                  - Hélène du Breuil-Hélion de La Guéronnière (1840-1896) X (1860) Henri Séverin (1818-1896)
                  - Gédéon du Breuil-Hélion de La Guéronnière (1841-1911) X (1863) Ida Mummy (1845-1830)
                    - Hélène du Breuil-Hélion de La Guéronnière (1864-1924) X (1884) Georges Adet (1860-1919)
                    - Robert du Breuil-Hélion de La Guéronnière (1874-1932) X Paulette Broussard
                    - Louis du Breuil-Hélion de La Guéronnière (1876-1936) X (1907) Radegonde de Vasselot de Régné (1879-1934)
                      - François du Breuil-Hélion de La Guéronnière (1921-2009) X privée
                        - descendance masculine

                    - Adèle du Breuil-Hélion de La Guéronnière (1880-?) X Maurice Picquel
                    - Henri du Breuil-Hélion de La Guéronnière (1885-1944) X (1915) Marion Flower (1889-1944)

                  - Angèle du Breuil-Hélion de La Guéronnière (1843-1933) X Georg Petrovitch d'Alexeieff

                - Arthur du Breuil-Hélion de La Guéronnière (1816-1875) X (1835) Marie de David des Étangs (1815-1883)
                  - Marc du Breuil-Hélion de La Guéronnière (1836-1887) X (1861) Marthe d'Hilaire de Toulon Saint-Jaille de Jovyac (1841-1918)
                    - Jean du Breuil-Hélion de La Guéronnière (1862-1895) X (1886) Louise Pavin de Lafarge (1863-1954)

                - Hermine du Breuil-Hélion de La Guéronnière (1821-1884) X (1842) François de Rafélis de Broves (1812-1896)
                - Charles du Breuil-Hélion de La Guéronnière (1827-1866) X (1851) Yseult de Carrion d'Espagne de Nisas-Paulin (1830-1891)
                  - Marie du Breuil-Hélion de La Guéronnière X Charles Forestier (1852-1952)
                  - Marguerite du Breuil-Hélion de La Guéronnière (1854-1916) X (1875) Olivier Lefèvre d'Ormesson (1849-1923)

                - Marie du Breuil-Hélion de La Guéronnière (1777-?) X (1811) César de Lageard de Grésignac (1764 - 1833)

## Alliance
Cette famille s'est alliée aux familles: d'Anché (1514), de Farron (1545), de Chappes (1574), Augier (1596), de Beaussé (1605), de Caseneuve d'Authomarie (1617), Martel (1628), Vigier de Moussy (1653), de Fabre (1655), de Nuchèze (1667), de Raymond (1668), de Volvire (1669), Buignon (1679), Berée (1680), Vidard de Saint-Clair (1710), de Lambertye (1718), Robert de Villemartin (1750), Irland (1771), de La Breuille (1773), de Bernon (1774, 1800), de Tessières (1808), de Lageard de Grésignac (1811), de Feydeau de Saint-Christophe (1812), de Brettes (1833), de David des Étangs (1835), de Perry (1837), Le François des Courtis de La Groye (1840), de Rafélis de Broves (1842), de Carrion d'Espagne de Nisas-Paulin (1851), Saint-George (1852), Séverin (1860), d'Hilaire de Toulon Saint-Jaille de Jovyac (1861), Mummy (1863), de Fontaine de Resbecq (1864), Lefèvre d'Ormesson (1875), Adet (1884), Pavin de Lafarge (1886), de Bruchard (1887), Coyreau des Loges (1887), Danycan de l'Espine (1896), de Vasselot de Régné (1907), Flaver (1915), de Billeheust d'Argenton (1919), Picquet (1937), d'Alexeieff, de Beaupoil de Saint-Aulaire, Belloteau, Broussard, Fiatte, Forestier, Galimard, d'Izarny-Gargas, de Marichalar, de Moreau de Bellaing, Picquel, Prax, Robert, Rogues de Fursac, Villette, de Waubert de Genlis, Fraysse...